# Anna Kłos
Anna Kłos (ur. 1973 w Warszawie) – polska artystka graficzka, wykładowczyni akademicka, dr sztuki, kurator sztuki. Od 2008 prowadzi zajęcia w Akademii WIT w Warszawie na kierunku Grafika.

## Życiorys
Dyplom z wyróżnieniem uzyskała w Europejskiej Akademii Sztuk w pracowni plakatu prof. Juliana Pałki i prof. Mieczysława Wasilewskiego w 1999. W tym samym roku rozpoczęła pracę dydaktyczną na macierzystej uczelni. W 2007 obroniła pracę doktorską pt. „Kolaż dadaistyczny, jako inspiracja mojej twórczości” na Wydziale Artystycznym UMCS w Lublinie. W latach 2002–2010 współpracowała z koncernem wydawniczym Świat Książki (Bertelsmann Media), dla którego wykonała kilkaset projektów okładek książek i layoutów, głównie do wysokonakładowych tytułów. Brała udział w wielu wystawach zbiorowych w kraju i za granicą.
Od 2008 prowadzi zajęcia z projektowania graficznego oraz wykłady z historii projektowania graficznego w Akademii WIT w Warszawie. Od 2010 pełni funkcję pełnomocnika dziekana ds. kierunku Grafika. Jest promotorem ponad 200 prac dyplomowych na studiach licencjackich, magisterskich oraz podyplomowych. Była członkiem Senatu uczelni oraz Rady Wydziału na kadencję 2013–17 oraz 2017–21. W 2012 otrzymała Medal Komisji Edukacji Narodowej. Zasiadała w jury kilkunastu międzynarodowych konkursów graficznych.

## Działalność
Anna Kłos jest założycielką i właścicielką projektu Retroavangarda, łączącego edukację z promocją sztuki, szczególnie na polu międzynarodowym. Od 2018 roku prowadzi też równolegle do projektu Galerię Retroavangardę w Warszawie. W ramach projektu Anna Kłos zrealizowała w ostatnim czasie kilkanaście dużych wystaw, których była kuratorem i organizatorem, m.in. Post-Ecuador Poster Bienal, Międzynarodową Wystawę Kolażu, Wystawę Współczesnej Sztuki Peruwiańskiej, Międzynarodową Wystawę Geometrii i inne. Dodatkowo od 2019 roku Anna Kłos prowadzi Galerię WIT  mieszczącą się w budynku uczelni przy ul. Gizów w Warszawie.

## Juror międzynarodowych konkursów
- Escucha mi Voz – International Poster Contest in Mexico under the patronage of UNESCO[7]
- Ecuador Poster Bienal 2018[8]
- SIGNÚ International Competition of Illustration for Students 2019
- EtnoKraków / Rozstaje 2020 – International Poster Contest
- REINICIA ‘Designers with Heart’ 2020
- SIGNÚ International Photography Competition for Students 2020
- International Illustration Biennale 2020, Ukraine
- Wonders 2020 International Poster Competition, Canada[9]
- SIGNÚ International Poster Competition for Students 2021[10]
- BOLU, International Poster Design Competition, Turkey, 2021[11]
- Poster Stellars – International Poster Competition, 2021[12]
- BOLU, 3rd International Poster Design Competition, Turkey, 2022[13]
- Tobacco Free Life International Poster Competition, Turkey, 2022
- Asia Creative Design Award, Taiwan, 2022

## Członkostwo w projektach i organizacjach artystycznych
- Ecuador Poster Bienal – member of the organizing committee[14]
- C-IDEA (China International Design Educator Association)
- Member of Borderless Graphic Designers Gropup, Canada[15]
- RINC International Network of Visual Creators, Mexico[16]
- Executive Director CEIDA (China Europe International Design Culture Association)[17][18]

## Wystawy – wybór
- 2016 Anna Kłos – collages, wystawa indywidualna, Galeria Korekta, Warszawa, kurator: dr hab. Dariusz Mlącki
- 2016 TYPE + TEXT – International Festival of Typography 2016, Guilin Huaqiao Arts Museum Guilin, China
- 2016 2016 KSBDA Fall International Invitational Exhibition, Chungbuk National University in Chungju city, South Korea
- 2016 2016 KSBDA Kuala Lumpur International Invitational Exhibition, Galeri Seni Universiti Malya, Kuala Lumpur, Malaysia
- 2017 2017 KSBDA Mexico City International Invitational Exhibition, Mexico City
- 2018 China Printing Biennale 2018, Posters Invitation Exhibition, Beijing Etrong International Exhibition & Convention Center, Beijing, China
- 2019 First Isfahan Graphic Design Event 2019, Isfahan, Iran
- 2019 International Art Education Achievement Exhibition, China
- 2019 COW – International Design Biennale 2019, Ukraine
- 2019 The Year of Tolerance – Emirates International Poster Festival [EIPF], 2019, Dubai
- 2019 5th International Poster Contest 2019, Museum of Typography, Chania, Greece
- 2019 International Design Education Expo and Conference 2019 Exhibition (IDEEC)
- 2019 Hammer Theatre in San José, California, USA
- 2019 Bauhaus 100 in Peru: Cusco, Galeria Alianza Francesca, Arequipa, Centro Cultural Casa Blanca, Lima, Centro Cultural Imarpu, (2019)
- 2019 International Festival of Contemporary Collage in Slovenia (KAOS Festival) 2019
- 2019 Brücken – Puentes IMARPU Cultural Space, Lima, Peru, 2019
- 2019 Międzynarodowa Wystawa Kolażu, Galeria Retroavangarda, Warszawa[19][3]
- 2020 Typo-collages, wystawa indywidualna, Galeria Retroavangarda, Warszawa, kurator: prof. M. Wasilewski[20]
- 2020 Ineinander, wystawa indywidualna, Galeria Korekta, Warszawa, kurator: dr hab. D. Mlącki[21]
- 2020 6 Moscow Poster Competition 2020
- 2020 2nd Emirates International Poster Festival, Dubai
- 2020 The 3rd Exhibition of Contemporary International Ink Design – 2020 Beijing International Design Week, China
- 2021 5 Biennale Internationalle de poesie visuelle, France[22]
- 2021 The Gwangiu Institute Design Biennale International Poster Exhibition, South Korea
- 2021 SPUTNIK 21, Supremacy and Construction, José Carlos Mariátegui Museum, Lima, Peru
- 2021 International Typography Exhibition, Ulsan, South Korea[23]
- 2022 Anna Kłos – Typo-collages, wystawa indywidualna, Fazili Art School, Isfahan, Iran
- 2022 Anna Kłos – Forms connected, wystawa indywidualna, Liepaja University, Łotwa[24][25]
- 2022 Anna Kłos – Neue Kunst, wystawa indywidualna, Kongres Polaków w Republice Czeskiej, Czechy[26][27]
- 2022 Anna Kłos – Rundreise, wystawa indywidualna, Galeria Casa Matei, Cluj-Napoca, Rumunia[28][29]
- 2022 Anna Kłos – Face to Face, wystawa indywidualna, Exhibition halls "Rafael Mihaylov", Veliko Tarnovo, Bułgaria[30][31]
- 2022 Anna Kłos – Questions & Answers, wystawa indywidualna, Centrum Kultury Polskiej w Daugavpils, Łotwa[32][33][34]
- 2022 International Art Education Achievement Exhibition of Teachers and Students 2022, Pekin, Chiny
- 2022 Oesol International Typography Poster Exhibition, Jung-gu Art and Culture district in Ulsan, Korea

## Kurator wystaw
- 2017 Post Ecuador Poster Bienal, Centrum Spotkania Kultur, Lublin, 16.03.–16.04.2017[35]
- 2017 Post Ecuador Poster Bienal, Galeria -1, Centrum Olimpijskie, Warszawa, 10.05.– 05.2017[36]
- 2018 Jacek Gowik – Malarstwo, Galeria Retroavangarda, Warszawa[37]
- 2018 Ryszard Gieryszewski – Grafika, Galeria Retroavangarda, Warszawa[38]
- 2019 International Exhibition of Digital Illustration 2019, Galeria WIT, Warszawa[39]
- 2019 ‘From This Place. Posters. 2004–2019’. Individual poster exhibition by German Jimenez at the University of Santander – UDES, Bogota
- 2019 Abstrakcja i Geometria – międzynarodowa wystawa sztuki współczesnej, Galeria Retroavangarda, Warszawa[6]
- 2019 Andrzej Wieteszka – plakaty, wystawa indywidualna, Galeria WIT, Warszawa[40]
- 2019 Post Ecuador Poster Bienal, Centrum Spotkania Kultur, Lublin, 07.03.– 05.05.2019[41][42]
- 2019 SJSU BFA Graphic Design Exhibition. Invited Summer International Workshop Student Portfolio at Galeria WIT, Galeria WIT, Warszawa
- 2019 Międzynarodowa Wystawa Kolażu 2019, Galeria Retroavangarda, Warszawa[4][19]
- 2019 Współczesna sztuka peruwiańska, Galeria Retroavangarda, Warszawa[5]
- 2019 ‘I, Metropolis’ – international exhibition of social poster, Galeria WIT, Warszawa
- 2020 Międzynarodowa Wystawa Kolażu 2020, Galeria Retroavangarda, Warszawa[3]
- 2021 Alvaro Sánchez – wystawa indywidualna, Galeria Retroavangarda, Warszawa[43]
- 2021 Koji Nagai – wystawa indywidualna, Galeria Retroavangarda, Warszawa[44]
- 2021 Grzegorz Pabel – wystawa indywidualna, Galeria Retroavangarda, Warszawa[45]
- 2021 Wiesław Szamborski – wystawa indywidualna, Galeria Retroavangarda, Warszawa[46][47]
- 2021 "Poster Stellars" Międzynarodowa Wystawa Plakatu, Galeria WIT, Warszawa[48]
- 2021 Grafika irańska – Galeria WIT, Warszawa[49]
- 2021 „Chinese Contemporary Culture Art&Design”, Galeria WIT, Warszawa[50]
- 2021 Międzynarodowa Wystawa Plakatu Typograficznego (Oesol Hangeul Hanmadang International Typography Poster Exhibition 2021), Galeria Retroavangarda, Warszawa[51]
- 2022 Międzynarodowa wystawa plakatu i grafiki cyfrowej, Galeria Retroavangarda, Warszawa[52]
- 2022 Urszula Ślusarczyk — Na progu widzialności, Galeria Retroavangarda, Warszawa[53]
- 2022 Dariusz Mlącki – Koperty, Ramy – tajemnica nieustannym źródłem sztuki, Galeria Retroavangarda, Warszawa[54]
- 2022 ARTISTIC POSTCARDS – Międzynarodowa Wystawa Pocztówek, Galeria Korekta, Warszawa[55]
- 2022 Post Ecuador Poster Bienal 2020+2, Międzynarodowa Wystawa Plakatu, Galeria Retroavangarda, Warszawa[56]